# Eishockeyturnier in Brüssel 1911
Das Eishockeyturnier in Brüssel fand vom 21. bis 23. Dezember 1911 in Brüssel, Belgien statt. Es gehört zu einer Reihe von Turnieren der noch jungen Sportart, die nach der Gründung der LIHG 1908 ins Leben gerufen wurden.
Die Oxford Canadians, eine Auswahl kanadischer Studenten aus dem englischen Oxford, gewannen das Turnier mit einer Bilanz von drei Siegen aus ebenso vielen Spielen.

## Spiele
| Dezember 1911 | Brussels Ice Hockey Club | 4:2 (1:1, 3:1) | Berliner Schlittschuhclub | Brüssel |

| Dezember 1911 | Oxford Canadians | 3:2 (1:1, 2:1) | Club des Patineurs de Paris | Brüssel |

| Dezember 1911 | Oxford Canadians | 7:5 (6:2, 1:3) | Brussels Ice Hockey Club | Brüssel |

| Dezember 1911 | Berliner Schlittschuhclub | 7:0 (4:0, 3:0) | Club des Patineurs de Paris | Brüssel |

| Dezember 1911 | Oxford Canadians | 8:2 (5:0, 3:2) | Berliner Schlittschuhclub | Brüssel |

| Dezember 1911 | Brussels Ice Hockey Club | 3:3 (2:2, 1:1) | Club des Patineurs de Paris | Brüssel |

## Abschlusstabelle
| Pl. |                             | Sp | S | U | N | Tore  | Punkte |
| 1.  | Oxford Canadians            | 3  | 3 | 0 | 0 | 18:9  | 6:0    |
| 2.  | Brussels Ice Hockey Club    | 3  | 1 | 1 | 1 | 12:12 | 3:3    |
| 3.  | Berliner Schlittschuhclub   | 3  | 1 | 0 | 2 | 11:12 | 2:4    |
| 4.  | Club des Patineurs de Paris | 3  | 0 | 1 | 2 | 5:13  | 1:5    |